# Taimura
Die Taimura (russisch Тайму́ра) ist ein 454 km (einschließlich Nördlicher Taimura: 661 km) langer linker Nebenfluss der Unteren Tunguska in der Region Krasnojarsk im asiatischen Teil von Russland.

## Verlauf
Die Taimura entsteht am Zusammenfluss ihrer beiden Quellflüsse, der Südlichen und Nördlichen Taimura. Sie fließt in einem breiten Tal in überwiegend westnordwestlicher Richtung durch den westlichen Teil des Mittelsibirischen Berglands und mündet schließlich in die nach Westen strömende Untere Tunguska, 690 km oberhalb deren Mündung in den Jenissei.

## Hydrologie und Einzugsgebiet
Der Fluss wird hauptsächlich von der Schneeschmelze gespeist. Das Frühjahrshochwasser im Mai und Juni macht 60 Prozent des Gesamtjahresabflusses aus. Die Taimura entwässert ein Areal von 32.500 km². Größere Nebenflüsse sind: Kerbo und Junari von links sowie Neptenne, Tschambe und Tscharweia von rechts.